# 萨尔茨堡公国
薩爾茨堡公國（德語：HerzogtumSalzburg）是1849年至1918年間奧地利帝國和之后奧匈帝國的内萊塔尼亞的皇室领土。其首都是薩爾茨堡，而公國的其他城鎮包括濱湖采爾和加施泰因。在成為皇室领土之前，薩爾茨堡經歷了多次統治變化。它與其前身薩爾茨堡大主教區不同，因為它於1803年通過帝國代表團（Reichsdeputationshauptschluss）進行調解，此後作為薩爾茨堡選侯国（Kurfürstentum）繼續處於世俗統治之下；在接下來的43年裡，它又經歷了三次統治更迭，才成為薩爾茨堡的皇室领土（Kronland Salzburg）。

## 沿革
- 薩爾茨堡選侯国 (1803–1805)
- 薩爾茨堡公國 (1805–1810)
- 巴伐利亞薩爾斯堡 (1810–1816)
- 奧地利薩爾斯堡 (1816–1849)
- 皇室领土（公國）（1849–1918）

## 歷任公爵
萨尔茨堡公国（Träger des Titels “Herzog von Salzburg”）：
所有萨尔茨堡公爵均由奧地利大公所兼任，請參詳奧地利統治者列表。

### 哈布斯堡-洛林王朝
- 约瑟夫一世 (1780年-1790年)
- 利奥波德一世 (1790年-1792年)
- 弗兰茨一世 (1792年-1806年)